# Svaty
Svaty (in ucraino Свати?, Svaty; in russo Сваты?, Svaty`; lett. "Suoceri" o "Sensali") è una serie TV ucraina, creata da Volodymyr Zelens'kyj, con protagonista l'artista emerito dell'Ucraina Fëdor Dobronravov. È la fiction più vista dell'Ucraina.
Le prime proiezioni della serie Svaty in Ucraina – sui canali TV "ICTV" (stagione 1), "Inter" (stagioni 2-5) e "1+1" (stagione 6-7), in Russia sono andate in onda sul canale televisivo "Rossija 1", in Bielorussia – sul canale televisivo "Bielorussia 1". La prima stagione è uscita per la prima volta il 28 dicembre 2008. L'ultimo episodio della serie è andato in onda il 30 dicembre 2021.

## Distribuzione
Secondo i sondaggi del Russian Public Opinion Research Center, Svaty è diventata la serie televisiva più popolare tra i russi nel 2011: il 12% degli intervistati l'ha definita la migliore serie dell'anno. Svaty è stata anche la serie più popolare degli anni 2009, 2010 e 2013. Nel 2022, a causa della guerra russo-ucraina, la serie è stata bandita in Russia.

## Personaggi e interpreti
- Ivan Stepanovic Bud'ko (stagioni 1-7), interpretato da Fëdor Dobronravov, nonno materno di Zhenia, tipico contadino ucraino, ex militare, capo famiglia. Vive a Kuchugury (Oblast' di Donec'k). Fabbro e autista al panificio. Scherza spesso. Gli piace fare uso di alcoolici.
- Valentyna Petrovna Bud'ko (tutte le stagioni), interpretata da Tetjana Kravcenko, nonna materna di Zhenia, semplice casalinga del villaggio di Kuchugury. Moglie di Ivan Budko. Diventa spesso oggetto di battute del marito a causa dei suoi problemi di sovrappeso. Ama cucinare. Lavora come tecnologa in una fabbrica di pane.
- Jurij Anatolijovyc Kovalëv † (stagioni 1-4), interpretato da Anatolij Vasil'ev, nonno paterno di Zhenia, insegnante universitario di filosofia, molto accomodante a casa. Non può discutere con sua moglie, anche se non è d'accordo con alcuni punti nell'educazione di sua nipote. Jurij Anatoljiovich cerca di compiacere la sua moglie Olha e proteggerla anche nel momento in cui si spinge troppo oltre. Il nonno fa un ottimo lavoro nel provvedere alla famiglia e cerca di fare tutto per la sua nipote Zhenia. Atleta. Sempre sotto pressione del suo capo, Berkovich. Muore tra la quarta e quinta stagione.
- Olha Nikolaevna Kovalëva (tutte le stagioni), interpretata da Ljudmila Artem'eva, nonna paterna di Zhenia, cittadina proveniente da una famiglia di classe, lavora come contabile. Sposata con il professore di filosofia Jurij Kovalëv. Conduce uno stile di vita sano ed è vegetariana. Dopo la morte di suo marito Jurij, nella sua vita sono iniziati i problemi di alcolismo. Nella quinta stagione, ha iniziato una relazione con Berkorwich.
- Dmitry Bukhankin (Mitjai) (stagioni 3-4; 6-7), interpretato da Nikolaj Dobrynin, padrino e migliore amico di Ivan Bud'ko. Abita nel villaggio di Kachugury. È pigro, alcolizzato e disoccupato.
- Aleksandr Aleksandrovic Berkorwich (4-7 stagione), direttore di un'Università di Donec'k. Nella quinta stagione inizia una relazione con Olha Kovalëva.
- Zhenia Kovalëva (tutte le stagioni), interpretata da Sofia Stecenko e poi da Hanna Koshmal, nipote dei protagonisti. Nella quinta stagione si unisce alla sottocultura dei Goth.